# Ammophilomima areekuli
Ammophilomima areekuli là một loài ruồi trong họ Asilidae. Ammophilomima areekuli được Martin miêu tả năm 1975. Loài này phân bố ở miền Ấn Độ - Mã Lai.